# Лиоскорпиусы
Лиоскорпиусы (лат. Lioscorpius) — род морских лучепёрых рыб из подсемейства Setarchinae семейства скорпеновых. Представители рода распространены в западной части Тихого океана. Длина тела составляет от 12,6 до 13 см. Это бентопелагические хищные рыбы.

## Классификация
На сентябрь 2019 года в род включают 2 вида:
- Lioscorpius longiceps Günther, 1880 — Длиннопёрый лиоскорпиус
- Lioscorpius trifasciatus Last, Yearsley & Motomura, 2005[4]